# 検注帳
検注帳（けんちゅうちょう）とは、古代・中世の日本の荘園において検注の結果を集計して取りまとめた帳簿のこと。検注が古代の検田を引き継ぐことから検田帳（けんでんちょう）と呼ばれていたほか、実検帳（じつけんちょう）・丸帳（まるちょう）・馬上帳（ばじょうちょう）とも。荘園制において荘園領主が土地・人民を支配するための基本台帳としての役目を果たした。

## 概要
検注帳は荘園によって形式の違いがあるものの、大まかには耕地の一筆もしくは1坪単位の所在地、面積、所定の租税量、名請人などを書き上げ最後に項目ごとにまとめた集計を載せる。そして検注の実施年月日と「注進如件」の書止を記し、荘園領主から派遣された検注使と在地の荘官、場合によっては地頭が連署して合わせて2部作成し、1部は荘官が在地での荘務のために用い、もう1部は荘園領主が年貢・公事の徴収の際に用いた。だが、検注帳作成に必要な紙代をはじめとして勘料と呼ばれる検注にかかった事務経費や検注使を在地に迎えた際に行われる三日厨などの経費は全て在地の負担とされたために検注を忌避する動きも強かったため、実際に検注を行い検注帳作成に至らなかった場合もあったと言われている。なお、荘園の四至牓示や公領・荘園を問わず一国平均役などを徴収する場合などは国司による検注も行われ、検注状が作成された。

## 検注関連文書
検注に際して検注帳の他に「検注目録」「名寄帳」「内検帳」などが合わせて作成され、検注帳を補完する役目を担った。

### 検注目録
検注目録（けんちゅうもくろく）は、検注帳の明細にあたる文書で荘園領主の元で保管されて土地支配や徴税の際の参考にされた。検注目録を別個に作らず、検注帳に一括して記載される場合もあったが、反対に検注以外の時に在地において目録との照合・訂正を行って古くなった検地帳の補完を行う場合もあった。
最初に惣田数と年間可収租税総額を記載して、次に「除田」と「定田」のそれぞれの明細を列記した。前者は荒田・仏神田（寺田・神田、その他宗教行事経費）
・人給（荘官や地頭など代官の給分）・井料（井戸や用水などの灌漑設備）などが挙げられ、それ以外の後者に対して実際の年貢・公事が賦課されていた。

### 名寄帳
名寄帳（なよせちょう）は検注帳や検注目録が土地を基準にして集計しているのに対して、名請人ごとに田地を集計した帳簿である。荘官が保管して年貢・公事などの負担割当に決定するのに用いられたが、荘園によっては荘園領主に提出される場合もあった。

### 内検帳
内検帳（ないけんちょう）は、風水害などの災害にあって収穫の減少が見込まれる地域においてその状況を調査した帳簿である。災害発生時に被害地域を対象に臨時に行われる検注の際に作成され、収穫不可な「損田」と収穫可能な「得田」に分類して在地における見込み租税額などを算定・記載した。